# Victoire Du Bois
Victoire Du Bois (14 de junio de 1988, en Nantes, Francia) es una actriz francesa de cine, teatro y televisión. Hizo su debut en Calm at Sea (2011) y es reconocida principalmente por interpretar el papel de Jeannie en From the Land of the Moon (2016), de Chiara en Call Me by Your Name (2017) y de Emma Larsimon en la serie Marianne (2019), actuación que le valió el reconocimiento internacional.

## Participación en la serieMarianne
Victoire protagonizó la serie de terror francesa de Netflix Marianne, estrenada en otoño del 2019, causando una gran sensación entre el público. A pesar de ello fue cancelada después de su primera temporada. En la ficción Victoire personifica a una escritora afamada de terror Emma Larsimon, cuyos libros no dejan de venderse. Los últimos diez años se los ha pasado escribiendo sobre Marianne, una terrorífica bruja que lleva años martirizando a la protagonista de sus novelas, Lizzie Lark, y también a ella misma. Un buen día, decide poner punto final a la saga. En esas anda, cuando se ve obligada a enfrentar sus miedos, yendo al único lugar donde juró que nunca volvería: Elden, su pueblo natal. En ese lugar comienzan a ocurrir extraños, misteriosos e inexplicables sucesos. La bruja de sus libros, culpable de sus pesadillas desde la infancia, está cobrando vida para atormentarla tanto a ella como a los suyos.

## Filmografía

### Cine
| Año  | Título                                     | Papel             | Notas |
| ---- | ------------------------------------------ | ----------------- | ----- |
| 2011 | Calm at Sea                                | Odette de Niles   |       |
| 2013 | The Family                                 | Pink Ribbon Girl  |       |
| 2014 | Ada et ses amis                            | Rosalie           | Corto |
| 2015 | We Need To Talk About Amalia Now           | Cécile            | Corto |
| 2015 | The Forbidden Room                         | Lotte             |       |
| 2016 | Seances                                    |                   |       |
| 2016 | From the Land of the Moon                  | Jeannie           |       |
| 2017 | Call Me by Your Name                       | Chiara            |       |
| 2017 | Something Is Burning                       |                   | Corto |
| 2017 | Nous sommes jeunes et nos jours sont longs | Annie             |       |
| 2017 | Gros chagrin                               | Mathilde          | Corto |
| 2017 | Hédi & Sarah                               | Victoire          | Corto |
| 2018 | Que la nuit s'achève                       | Gaëlle            |       |
| 2019 | I Lost My Body                             | Gabrielle         |       |
| 2019 | Matriochkas                                | Rebecca           | Corto |
| 2020 | Les Contes du Cockatoo                     | Sorcière          | Corto |
| 2019 | L'homme silencieux                         | La collègue (voz) | Corto |

### Televisión
| Año  | Título        | Papel         | Notas                 |
| ---- | ------------- | ------------- | --------------------- |
| 2012 | Main courante | Chany         | Episodio: "Dérapages" |
| 2019 | Marianne      | Emma Larsimon | Papel principal       |

## Teatro
| Año       | Título                                           | Papel             | Notas |
| --------- | ------------------------------------------------ | ----------------- | ----- |
| 2013      | L'odeur du sang humain ne me quitte pas des yeux | Lady Macbeth      |       |
| 2017-2018 | La Princesse Maleine                             | Princesse Maleine |       |
| 2018      | Le Traitement                                    | Anne              |       |